# Moonshine (Bruno Mars)
Moonshine is een nummer van de Amerikaanse zanger Bruno Mars uit 2013. Het is de vijfde single van zijn tweede studioalbum Unorthodox Jukebox.
Het nummer flopte in de Amerikaanse Billboard Hot 100 met een 82e positie. In de Nederlandse Top 40 haalde het nummer een bescheiden 32e positie, en in de Vlaamse Ultratop 50 een bescheiden 30e positie.